# عبد الرحيم جلايدي
عبد الرحيم جلايدي  (1981 المغرب) هو لاعب كرة قدم مغربي.

## روابط خارجية
- عبد الرحيم جلايدي على موقع قاعدة بيانات كرة القدم.إي يو (الإنجليزية)